# Dysdera crocata
Dysdera crocata és una espècie d'aranya araneomorfa de la família dels disdèrids (Dysderidae). Fou descrita per primera vegada l'any 1838 per C. L. Koch.

## Distribució
Dysdera crocata és molt cosmopolita per introducció mitjançant el comerç marítim. Segons Deeleman-Reinhold i Deeleman, és originari d'Europa i més recentment ha estat difosa pel món per via marítima.

## Descripció

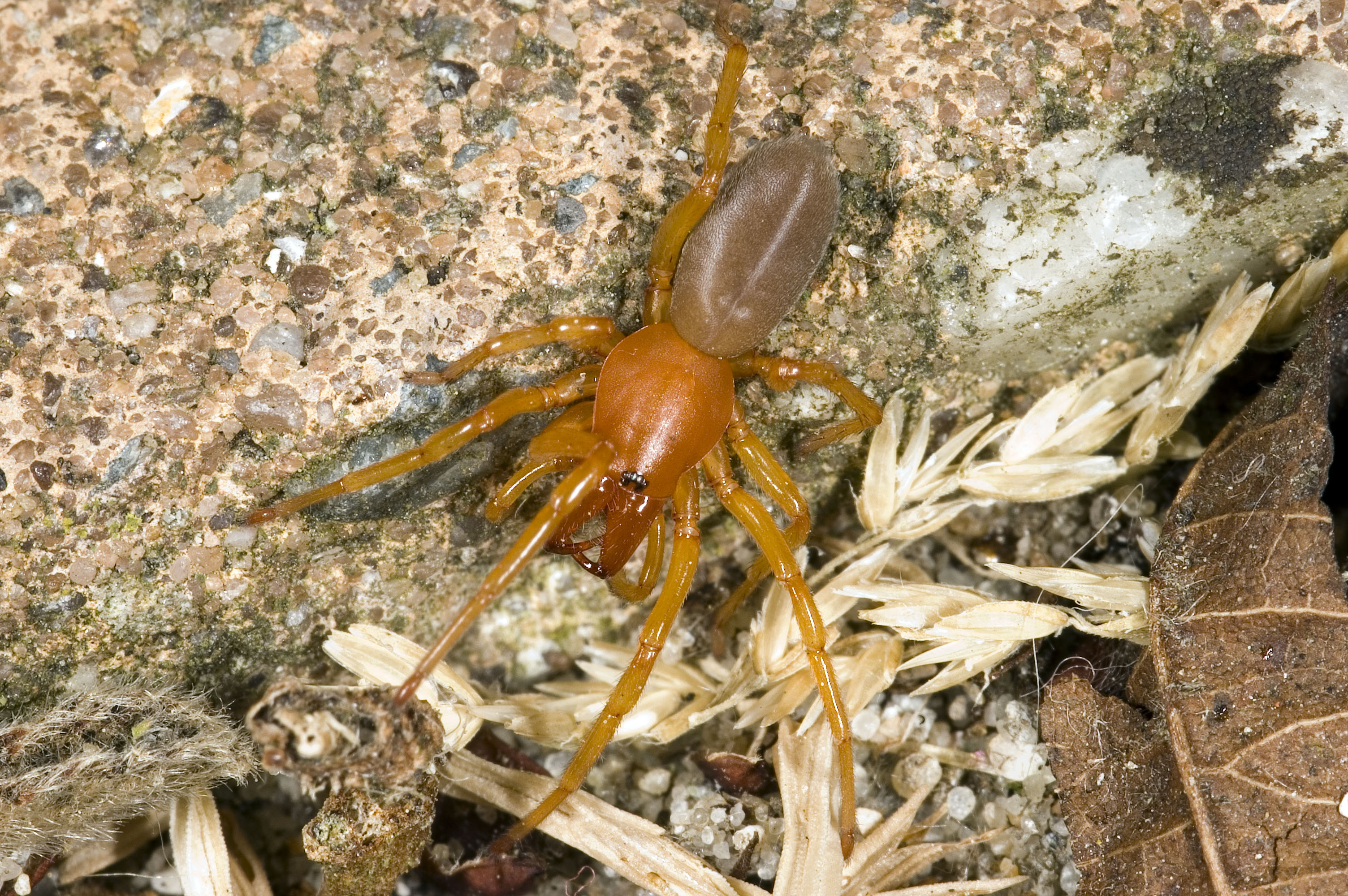
Femella de Dysdera crocata ♀

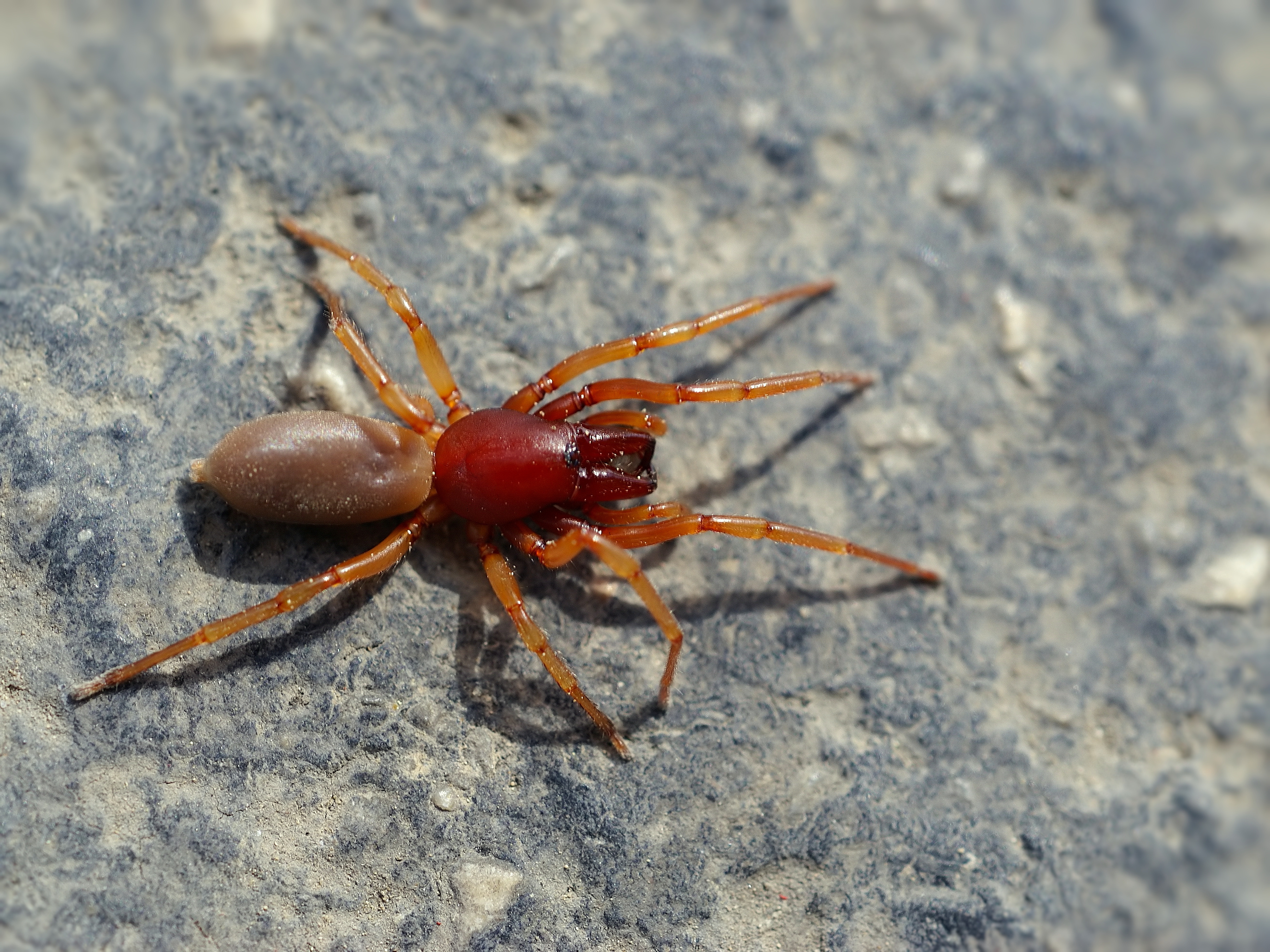
Mascle Dysdera crocata ♂

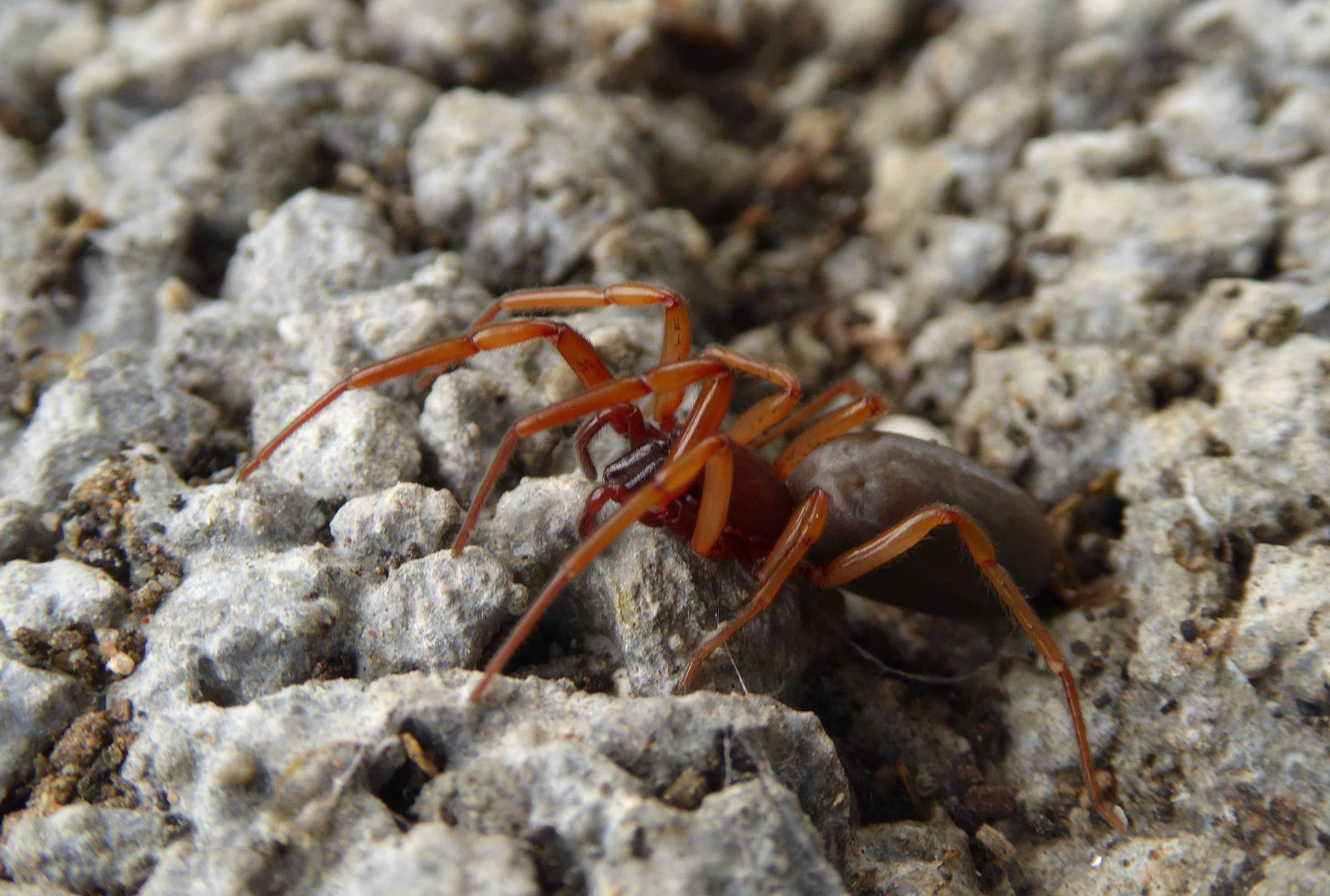
Femella de Dysdera crocata ♀

Els mascles fan 9 mm i les femelles entre 11 i 15 mm. Es pot observar la presència d'una espina a la base del fèmur IV. Els quelícers fan més de 50% del cefalotòrax.

## Comportament
Caça porquets de Sant Antoni de nit, i els capturen amb els seus enormes quelícers; però aquests crustacis no són la seva única font d'aliment. Són aranyes errants nocturnes que passen la jornada tancades en una coberta de seda sota les pedres, o encara, més rarament, sota les escorces aixecades a prop del terra.

## Taxonomia

### Llista de les subespècies
Segons el World Spider Catalog amb data del 14 de febrer de 2018, hi ha les següents subespècies:
- Dysdera crocata crocata C. L. Koch, 1838
- Dysdera crocata mutica Simon, 1911 d'Algèria
- Dysdera crocata parvula Simon, 1911 d'Algèria

### Sinònims
Segons el World Spider Catalog amb data del 14 de febrer de 2018, hi ha les següents sinonímies:
- Dysdera crocota C. L. Koch, 1838
- Dysdera interrita Hentz, 1842
- Dysdera gracilis Nicolet, 1849
- Dysdera wollastoni Blackwall, 1864
- Dysdera caerulescens C. Koch, 1874
- Dysdera magna Keyserling, 1877
- Dysdera australiensis Rainbow, 1900
- Dysdera sternalis Roewer, 1928
- Dysdera cretica Roewer, 1928
- Dysdera menozzii Caporiacco, 1937
- Dysdera palmensis Schmidt, 1982
- Dysdera inaequuscapillata Wunderlich, 1992